# 勞斯萊斯業餘足球會
勞斯萊斯業餘足球會（Rolls Royce Leisure Football Club）是一支位於英格蘭克奴(Hucknall)的足球會。1935年勞斯萊斯福利足球會成立，讓勞氏克奴工廠的球員參加。球隊於1970年代中期散班。1991年重新命名為克奴勞斯萊斯足球會，2002年改為勞斯萊斯業餘足球會。2002/03球季首次進入足總碗首圈。2008/09球季，球隊是中密得蘭超級聯賽成員之一。解散後，球隊在同一條路(屈奴路)比賽，命名為克奴城足球會，事實卻離市中心近一里。

## 外部連結
- Official website （页面存档备份，存于）
- Hucknall Rolls Royce@Football Club History Database
- Rolls Royce Leisure@Football Club History Database